# داروساز

این تصویر نمادین از هاون نماد بین‌المللی داروسازان و داروخانه‌ها می‌باشد.

دارو‌پزشک یا دکتر داروساز شخص متخصصی است که در بیمارستان، شرکت، مراکز تحقیقاتی، دانشگاه، کارخانه و داروخانه در زمینه‌های تحقیقات، فرمولاسیون و تولید محصولات دارویی انسانی و دامی و فراورده‌های آرایشی و بهداشتی و نیز راهنمایی و ارائه مشاوره به پزشکان و بیماران و مصرف‌کنندگان محصولات آرایشی و بهداشتی فعالیت می‌کند.
داروسازان در دانشگاه تحت آموزش قرار می‌گیرند تا مکانیسم‌های گوناگون اثرات، عوارض جانبی و تداخلات و راه‌های بهینه‌سازی آن‌ها را درک کنند. به همین دلیل آن‌ها با دانش‌های بسیاری از جمله کالبدشناسی، شیمی و بیوشیمی، فیزیولوژی، پاتوفیزیولوژی، گیاه‌شناسی، سم شناسی، آنالیز، تشخیص کمی و کیفی، کاربرد دستگاه‌ها، تولید صنعتی و مدیریت و اقتصاد احاطه یا آشنایی داشته باشند.
داروسازان عمومی میتواند تخصص های داروسازی بالینی، علوم آزمایشگاهی،دکترای تخصصی(Ph.d) تغذیه، دکترای تخصصی(Ph.d) داروشناسی ، داروسازی صنعتی، داروسازی سنتی، و... را نیز دریافت کنند  